# 市川孝典
市川 孝典  （いちかわ こうすけ、xxxx年7月9日 - ）は、日本の現代美術家、芸術家、美術家。

## 人物
神奈川県横須賀市出身。
身長183cm。体重80kg
血液型はB型。
自らの作品制作を行うかたわら、
Soni.&Co.®︎(ソニアンドカンパニー)を主宰し、活発な活動を展開している。
60種類以上の線香を温度や太さなどで使い分けながら描くScorch Paintings(スコーチ・ペインティングス)シリーズ(線香画®︎)、幾層もの色のレイヤーを削り出し描くScrape Works (スクレープ・ワークス)シリーズ、Scratch Works (スクラッチ・ワークス)シリーズ、による創作活動をおこなっている。

## 略歴
- 神奈川県横須賀市に生まれる。両親と離れて暮らし、祖父母に育てられるも、各地の親戚や知人宅に預けられ、福岡、神戸、大阪、北海道、横浜、横須賀と転校を重ねる。
- 13歳のとき、祖母の死を機に、単身ニューヨークへ渡る。アメリカやヨーロッパなど各国を放浪、遍歴する間に、音楽、映像、建築など表現の場を変えながら各界の様々な奇才たちと邂逅[1]。絵画制作は、16歳から独学で取り組み始める。2006年に日本帰国。
- 2008年 デビュー前にもかかわらず作家いしいしんじから、雑誌[2]での対談相手に指名を受ける。
- 2009年。線香の微かな火をつかって絵画を仕立てるスタイルで発表した作品は「現代絵画をまったく異なる方向に大きく旋回させた【線香画®︎】」[3]と評され、業界内外のメディアから次世代の新しい現代美術として注目を集める。後にScorch Paintings(スコーチ・ペインティングス)と名称が改められる。
- 2010年開催した個展「murmur」では会場の最多入場記録を塗り替える来観者数を記録した。
- 2010年 若手芸術家の登竜門であるVOCA展(上野の森美術館)に選出される。
- 同年自身のマネージメント、展覧会企画、出版などを手掛けるSoni.&Co.®︎(ソニアンドカンパニー)を立ち上げる。
- 2011年、B印yoshida(BEAMS x 吉田カバン)とのコラボレーションを展開。
- 2011年、雑誌「EYESCREAM」の企画で映画「STAR WARS」をモチーフに6点の作品を書き下ろした。
- 現在は拠点を持たず、60種類以上の線香を温度や太さなどで使い分けながら描くScorch Paintings(スコーチ・ペインティングス)シリーズ(線香画®︎)、幾層もの色のレイヤーを削り出し描く、Scrape Works (スクレープ・ワークス)シリーズ、Scratch Works (スクラッチ・ワークス)シリーズ、による創作活動をおこなっている。
- 作風は、その類まれなる体験をした少年期[4]のうすれゆく記憶をモチーフに仕立てられることが多く、著名な海外アーティストが作品に惚れ込んで購入していることでも目される。
- 2017年 ”Reebok zoku runner promotion and Classic Promotion “(アディダスジャパン株式会社 リーボック ジャパン )に作品を提供する。
- 2018年 ソーシャルメディアのローディング画像をモチーフに幾層もの色のレイヤーを削り出し描く、Scrape Works (スクレープ・ワークス)シリーズを発表。同年2月には初のキュレーション展を開催し、今までの「記憶の中の視覚像の再現」に留まらず、他者(写真家 鬼海弘雄)が撮影した写真を「偽りの記憶」として紙上に再出現させた。写真評論家 飯沢耕太郎は「写真の本質をきちんと把握し、むしろそれを増幅して表現しているのではないかとも思えてくる。他者が撮影した写真を「偽りの記憶」として再現するという今回の試みは、さらに大きく発展していく可能性を秘めている」と評した。[5]。
- 2019年7月に作品集「ODDS&SODS」をSoni.&Co.®︎(ソニアンドカンパニー)から出版[6]。ローンチイベントならびに作品展を同年7月19日-BOOKMARC（MARC JACOBS）で開催した。
- 2019年の代官山 蔦屋書店でのトークイベントにおいて、大野晋著「古語基礎語辞典」からの引用で、作家いしいしんじから“物狂いの物描き”と評される。
- 2020年1月18日6:00pm(パリ時間) / 1月19日2:00am(日本時間)に、Paris Fashion Week /TAKAHIROMIYASHITATheSoloist.Autumn /  Winter 2020 collectionのランウェイショーにて同ブランドとのコラボレーションを発表、その模様はブランドの特設ページとインスタグラムにてライブ配信された。
- 2020年8月8日 TAKAHIROMIYASHITATheSoloist.Autumn /  Winter 2020 collectionの発売に伴い、TAKAHIROMIYASHITATheSoloist.4店舗(青山店、渋谷パルコ店、福岡店、金沢店)にて20AWのテーマ“11:11”をイメージした新作を展示した。
- 〈TAKAHIROMIYASHITATheSoloist.×Kosuke Ichikawa〉2020秋冬コレクション「 11:11 untitled（pop up）」　開催期間：10月14日(水) 〜 11月3日(火)　開催場所：伊勢丹新宿店 メンズ館2階 メンズクリエーターズにて初のエディション作品を発表3作品各9点ずつ販売した。[7]
- 2020年11月3日「アラフェス 2020 at 国立競技場」にて、アイドルグループ嵐の衣装の為に、嵐メンバーの肖像画作品10点を提供。(同フェスプレスリリース にて発表された)
- 2021年3月5日「Webちくま」にてエッセイを執筆。
- 2021年9月9日　フランスのファッションブランドCHANELとのアートブックを制作。(ファッション誌『PLEASE16』初の別冊アートブックとして44ページすべて描き下ろしで構成した。)
- 2021年よりコロタイププリントによるエディション作品の制作を開始する。
- 2022年5月16日より京都の誠光社にて20部限定の版画セットが先行販売された。

(誠光社の堀部篤史が編集を務め、作家のいしいしんじ、美術評論家の河内タカ、市川孝典のインタビューコメントを掲載したフリーペーパーが配られる。)
- 2024年1月17日「婦人画報のお取り寄せ」で発売した、大阪のパティスリー『エキュ』の中村忠史氏と料理家・発酵研究家の真藤舞衣子氏とのコラボレーションショコラのパッケージデザインを担当。
- 2024年2月4日　2024年2月4日(日)22:00～22:30放送のNTV「おしゃれクリップ」番組内でゲストの俳優 大森南朋氏より大森氏所有の市川孝典の作品を紹介される。
- 2024年2月　表参道＆原宿ローカルメディアomohararealにてコラムを発表した

## 引用コメント
- いしいしんじ（作家）
  - 「紙に穴をあけているように見えて、ほんとうは自分に穴をあけている。焼け焦げた自分の穴から、画家は、かくされた記憶の世界をのぞいている。奇跡のようだが、その遠い風景は、絵を前にしたわれわれの目にも開かれている。」[8]
- 設楽洋（株式会社ビームス 代表取締役社長）
  - 「市川孝典は、なにかを極めた一流のアーティストが必ずもっている“突き抜けた才能（センス）” がある。それは、唯一無二である彼の作品をみてもらうか、本人に会ってもらえればすぐにわかる。最高の褒め言葉として、彼は紛れもない希有な“変態画家”である。」[8]。
- 鬼海弘雄 (写真家)
  - 「人間が持っているモヤモヤを誤魔化さないで、抽象っていうカタチにしないで、あくまで具象の中で普遍性を手にする芸術。だから彼は凄いんだよ。」[9]。

## 主な個展・グループ展（国内）
【個展】
- 2024年

『DELUSIONAL murmur (#003)』
(gallery common/東京)2/9-3/10 
- 2023年

『VINTAGE BROWN』
(PURPLE/京都)6/16-7/2
『NOW LODING........』
(誠光社/京都)6/16-6/30

トークイベント6/17 いしいしんじ(作家)×市川孝典
- 2022年

『murmur』
(A/D Gallery /東京/六本木ヒルズ)5/27-6/19
- 2019年

『 ODDS&SODS 』
(代官山 蔦屋書店/東京/代官山 )7/22-8/22 、
トークイベント7/29 いしいしんじ(作家)×市川孝典
『 ODDS&SODS 』
(BOOKMARC /東京/ 原宿 )7/19-7/28 、
サイン会7/19
『TV 』
(NADiff Galley/東京/恵比寿 )2/7-3/3、
トークイベント 蔵屋美香(東京都国立近代美術館)x市川孝典 、河内タカ(評論家))x市川孝典
- 2018年

『 Hello,stranger! 』
(POST/東京/恵比寿)7/27-8/26、
トークイベント 小瀬村晶(音楽家)×市川孝典
『 street cred』
(QUIET NOISE arts and break/東京/世田谷 )8/3-8/19
『sprinkling A-side 』市川孝典キュレーション展示
(Basement GINZA/東京/銀座 )、
トークイベント いしいしんじ(作家)× 鬼海弘雄(写真家)×市川孝典
『slip out 』
(QUIET NOISE arts and brake/東京/世田谷)
- 2017年

『grace note』
(ES Gallery/東京/表参道) 、
トークイベント  宮下貴裕(ファッションデザイナー)×松本素生(ミュージシャン)×市川孝典
- 2013年

『 CLOCK MOVEMENT WATCH』
(NADiff Gallery/東京/恵比寿) 、
トークイベント 山下裕二(評論家)x市川孝典
- 2012年

『frozen 』
(SPROUT Curation／東京／清澄)
- 2011年

『FLOWERS 』
(NADiff Gallery／東京／恵比寿) 、
トークイベント 設楽洋(実業家)x市川孝典、司会進行  中井美穂(フリーアナウンサー)
『merry-go-round』
(Wall Gallery／東京／東京都現代美術館内)
- 2010年

『murmur』
(FOIL GALLERY／東京/馬喰町)
- 2009年

『VINTAGE BROWN』
(PLSMIS／東京／青山) 、
トークイベント いしいしんじ(作家)x戌井昭人(小説家)x市川孝典
【アートフェア】
- 2024年

『アートフェア東京』
（東京国際フォーラム／東京／有楽町)3/8、9、10(プレビュー3/7)
【グループ展】
- 2010年

『VOCA2010』
（上野の森美術館／東京／上野）
- 常設展
- その他の展示
  - 2022年　下北沢リロード内　sanzou tokyo で展覧会murmurに併せてゲリラ的に初期作品が展示された。6.10-
  - 2022年　コロタイププリント untitled (flower)#1,2,3リリース記念展　京都　誠光社　2022年5月16日〜31日
  - 2021年　RAYARD MIYASHITA PARK 内展示　　　開催期間4月2日(金)〜4月14日(水)
  - 2020年 『〈TAKAHIROMIYASHITATheSoloist.×Kosuke Ichikawa〉2020秋冬コレクション「 11:11 untitled（popup）」　』[12]　　　　　　　　　　　　　開催期間：10月14日(水) 〜 11月3日(火) 開催場所：伊勢丹新宿店 メンズ館2階 メンズクリエーターズ  『TAKAHIROMIYASHITATheSoloist.20AW “11:11”』8/8- (TAKAHIROMIYASHITATheSoloist.AOYAMA,TAKAHIROMIYASHITATheSoloist.渋谷パルコ,TAKAHIROMIYASHITATheSoloist.FUKUOKA,TAKAHIROMIYASHITATheSoloist.KANAZAWA)

## 作品集
- 2022年11月

作品集『murmur』
タイトル:『murmur』
著者:市川孝典
仕様:不明
部数:不明
言語:日本語
価格:不明
ISBN:不明
発行
発売日2022年11月
2022年10月に発売取り止めがアナウンスされた
- 2021年9月

作品集『CHANEL AW2021/22』
タイトル:『CHANEL AW2021/22』
著者:市川孝典
仕様: 182cmx 257cm /44ページ、ホチキス留め、ピンナップ仕様
部数:不明
言語:日本語/英語/仏語
価格:(本誌PLEASE16 1,500円税抜)
ISBN :(本誌 978-4-908722-17-2)
発行:PLEASE
発売日2021年9月9日
メモ:季刊誌PLEASE16の差し込み別冊として発表発売された
- 2019年7月

作品集『OODS&SODS』Soni.&Co.
タイトル:『ODDS＆SODS』
著者 :市川孝典
仕様: 28cmx22.8cmx1.5cm ／128ページ、テキスト別紙
部数:初版700部
言語: 日本語／英語
価格: 4,320円+税
ISBN :978-4991075100
発行:Soni.&Co.
発売日: 2019年7月
作品集「ODDS＆SODS」Special Edition （12部限定）
BOOK + オリジナルアートワーク + スライド式アクリルケース、 ナンバリング、 サイン付き
発行:Soni.&Co.
発売日: 2019年7月
販売価格 : 64,800 円(税別)
展覧会カタログ『TV』Soni.&Co.
タイトル :『TV』
著者 :市川孝典
仕様 :-mmx-mm ／-ページ、
部数 :限定 -部
言語 :日本語／英語
価格 :2,000円+税
発売日 :2019年
- 2013年

『The Clock』
タイトル :『The Clock』
著者 :市川孝典
仕様 :180mmx180mm ／28ページ、シルクスクリーンプリント、ステッカー付属
部数 :限定 300部
言語 :日本語／英語
価格 :2,000円+税
発売日 :2013年
- 2012年

『specimen(butterfly)』
タイトル :『specimen(butterfly)』
著者: 市川孝典
仕様 :210mmx148mm ／52ページ 、シリアルナンバー付き
部数 : 限定300部
言語 :日本語／英語
価格 :1,500円+税
発売日: 2012年
『specimen(Paislyhybrid)』
タイトル :『specimen(Paislyhybrid)』
著者 :市川孝典
仕様 :210mmx148mm ／52ページ 、シリアルナンバー付き
部数  :限定300部
言語 :日本語／英語
価格 :1,500円+税
発売日: 2012年
『specimen(butterfly)』『specimen(Paisly hybrid)』2冊組
タイトル :『specimen(butterfly)』『specimen(Paisly hybrid)』
著者 :市川孝典
仕様 :各210mmx148mm ／52ページ 、サイン、シリアルナンバー、ケース、ドローイング付き
部数  :限定5部
言語 :日本語／英語
価格 :12,000円+税
発売日 :2012年
- 2011年4月

展覧会カタログ『FLOWERS』
タイトル:『FLOWERS』
著者:市川孝典
仕様:210mmx210mm ／8ページ
糸留め、封筒入り、エディション付き
部数:限定300部
言語:日本語／英語
価格:2,000円+税
発売日:2011年4月28日
- 2010年

展覧会カタログ『VOCA2010』
発行:上野の森美術館　P32.33

## 出版物・ 他
- 2022年5月
  - コロタイププリント(3点組、作品証明書、タトウ付き)限定20部　発売
- 2022年9月
  - 作品集『murmur』発売
- 2021年9月
  - 作品集『CHANEL2021/22AW』発売
- 2021年4月
  - cultuart by beams Tシャツ発売(1種類、M/L/XL)
- 2020年1月
  - TAKAHIROMIYASHITATheSoloist. Autum/Winter 2020 collection コラボレーション
- 2019年 
  - 作品集『OODS&SODS』Soni.&Co.
  - 展覧会カタログ『TV』Soni.&Co.
- 2017年 
  - Reebok zoku runner promotion and Classic Promotion 作品提供
- 2015年 
  - 『現代日本写真アーカイブ:震災以後の写真表現2011-2013』 飯沢耕太郎 著 青弓社 P81-82
  - 小説『夜蜘蛛』(文庫本) 田中慎弥 著 文藝春秋 にて装画を担当
- 2014年
  - 電子書籍 『eAERA 現代の肖像 市川孝典』朝日新聞出版
- 2013年 
  - 『The clock』個人出版
- 2012年 
  - 小説『夜蜘蛛』田中慎弥 著 文藝春秋  装画担当
- 2012年 
  - 『specimen(butterfly)』 個人出版
  - 『specimen(Paisly hybrid)』個人出版
- 2011年  
  - 展覧会カタログ 『FLOWERS』個人出版
  - B印yoshida(BEAMS x 吉田カバン)とのコラボレーション企画より、鞄、名刺入れを制作
- 2010年
  - 『VOCA2010』上野の森美術館　P32.33

## 掲載誌
【定期刊行物】
- 2024
  - 『Numero Tokyo 176』5月号
- 2022
  - 『PLEASE17』
- 2021
  - 『PLEASE16』別冊『CHANEL2021/22AW』
- 2020
  - 『PLEASE 14』
  - 『QUOTATION FASHION ISSUE WORLD MENS COLLECTION 2020-21AW VOL.30』
  - 『PLEASE 13』
  - 『OCEANS』5月号 P226
- 2018 
  - 『HERS』7月号　P60
  - 『SWITCH』3月号　VOL.36 NO.3  「WANDRINGIN MEMORY」P102
  - 『Pen』No.446  P152-153
- 2017  
  - 『文學界』5月号 「巻頭表現」p1-p3
- 2016  
  - 『SPADE』Volume3 2017年春　12月２９日発行
  - 『装苑 SO-EN』2月号　12月27日発行　P107 SO-EN JAM ART
- 2014  
  - 『Numero TOKYO 75』4月号　２月27日発行　115 my little art お気に入りのMY アートを拝見 P114
- 2013  
  - 『マイナビ Web Designing』Vol.146 9月号   8月18日発行　ツクルヒト　P98-P103
- 2012  
  - 『朝日新聞WEEKLY AERA  』2月１３日発行　“現代の肖像“ 　P48-P52
- 2011 
  - 『EYESCREAM』10月号　special feature P38-39　　
  - 『サイゾー』 9月号　GPS   P42-P43
  - 『芸術新潮』7月号　　ART NEWS P108-P111
  - 『TOKYO HEADLINE』vol.506  2011年 4月号　
  - 『美術手帖』VOL63 No.950/4 月号 OTHER TOPICS注目のアートトピックス  P216-217
- 2010  
  - 『美術手帖』No.937/6月号　“SPECIAL FEATURE 新世代アーティスト宣言! “P53
  - 『芸術新潮』3月号 “review of exhibitions Stardust” P122
  - 『アートコレクター』No.10/４月号　“shot Review” P112.113
  - 『Prints21』 2010春号”creative news”P15
  - 『ブレーン』2月号　information P119
- 2009  
  - 『EYESCREAM』 ７月号　“ART eye vol.3”  P90-P93
  - 『STUDIO VOICE』 vol.403/7月号　“ART” P81
  - 『BRUTUS』 7月号“M&M ART” いしいしんじとの対談　P117
  - 『Papyrus』 vol.22/2月号「対談　いしいしんじ×市川孝典」　P50-P54

【新聞】
- 2020
  - 朝日新聞/夕刊/7面ファッション欄 4月9日発行
- 2018  
  - 朝日新聞/夕刊/マリオン欄
- 2017  
  - 朝日新聞/夕刊/マリオン欄 1月10日発行
- 2013  
  - 日本海新聞/文化　6月11日発行
- 2012  
  - 伊勢新聞/学芸　２月１２日発行
  - 愛媛新聞/文化　２月１４日発行
  - 日本海新聞/文化　２月１７日発行
  - 高知新聞/学芸　２月１８日発行　
  - 静岡新聞/特集　２月２０日発行
  - 東奥日報/文化　２月２３日発行
  - 神奈川新聞/文化　２月２４日発行
  - 岩手日報/文化　　２月２９日発行
- 2011
  - 産経エクスプレス/ アートクルーズ　5月16日発行
  - スポーツ報知/GET 情報　4月14日発行
- 2010  
  - 日本経済新聞/文化面　2月１日発行　
  - 朝日新聞/夕刊/マリオン欄　1月20日発行

【カタログ】
- 2011  
  - 『BEAMS MAN』spring/summer  P61
- 2010 
  - 『VOCA2010』上野の森美術館　P32.33

## WEB
- 2024

## 関連記事
- veritaインタビュー
- CLUSTER×EYESCREAM
- B印YOSHIDAインタビュー
- STUDIO VOICE
- USTREAM
- 2017cinraインタビュー1
- 2017cinraインタビュー2
- 飯沢耕太郎氏レビュー
- / 2019恵比寿映像祭地域関連プログラム
- ART UP by MEN'S CREATORS